# Samuel Johnson
Samuel Johnson (født 18. september 1709, død 13. december 1784) eller dr. Johnson var en indflydelsesrig engelsk kritiker, digter, leksikograf og forfatter.
Han blev født i byen Lichfield i Staffordshire. Han blev gift den 9. juli 1735 i St Werburgh's Church i Derby med Elizabeth Porter (1689 – 1752) og flyttede i 1737 til London sammen med vennen, skuespilleren David Garrick. Fra 1750 til 1752 udgav Johnson ugemagasinet The Rambler, som primært bestod af hans egne essays om religiøse og moralske emner. I 1755 udkom hans største værk og det, som han er kendt for, A Dictionary of the English Language. Det var den første og meget afgørende ordbog over det engelske sprog. I 1758 begyndte han en ny essay-serie, The Idler, som udkom hver uge til 1760.
I 1763 mødte Johnson den unge James Boswell, som hurtigt blev en af hans nærmeste venner og senere hans biograf. Boswells The Life Of Samuel Johnson var dels med til at sikre kendskabet til Johnson for eftertiden, dels et stort litterært værk i sig selv. Det betragtes som en af de fineste biografier på engelsk.
I 1773 rejste de rundt på øerne vest for Skotland, A Journey to the Western Islands of Scotland.
Johnson var en af sin tids kendteste melankolikere. "Den, der forvandler sig til et dyr, slipper for plagen ved at være menneske," udtalte han. Eftertiden har tillagt ham forskellige diagnoser som schizofreni, Tourettes syndrom og depression. Selv opfattede han sig som en melankoliker af hypokondrisk type, med angsten i kroppen. Han kaldte selv sin melankoli "morbid", og han blev opfattet som yderst bizar. Han skar uafladeligt ansigt, havde spasmer og tics, mumlede, tyggede, gav smaske-, grynte- og klukkelyde fra sig, og på gaden foretog han pludselige piruetter og pillede manisk ved alt, han passerede. Lord Chesterfield beskrev ham som "en respektabel hottentot". Johnson kunne kun gå over en dørtærskel i en bestemt skridt-rækkefølge, og hans humør svingede mellem det maniske og det letargiske, så han lå livløs i sin seng til langt ud på eftermiddagen. Han var besat af døden, men ikke nedtrykt, og som skribent var han yderst produktiv. 
Johnson døde i 1784 og ligger begravet i Westminster Abbey.